# Транш
Транш (від фр. la tranche — черга, серія) — частка кредиту, що надається на різних умовах через певний проміжок часу протягом терміну дії кредитної угоди. Наприклад, кредит Міжнародного валютного фонду, зазвичай, ділиться на чотири транші, по 25% кожен. Використання першого транша здійснюється у формі надання валютного кредиту негайно після укладення кредитної угоди. Кожен подальший транш видається, якщо виконані умови надання попереднього. У практиці міжнародного кредитування (т.з. проектне фінансування) механізм кредитних траншів застосовується кредитором для контролю за допомогою спеціальних цільових орієнтирів за використанням кредитів позичальником.